# Archaemecys arcantiensis
Genre
Espèce
Archaemecys arcantiensis, unique représentant du genre Archaemecys, est une espèce fossile d'araignées aranéomorphes de la famille des Mecysmaucheniidae.

## Distribution
Cette espèce a été découverte dans l'ambre des Charentes d'Archingeay-Les Nouillers en Charente-Maritime en France. Elle date de l'Albien au Crétacé inférieur.

## Description
L'holotype mesure 3,10 mm.

## Étymologie
Son nom d'espèce, composé de arcanti[atum] et du suffixe latin -ensis, « qui vit dans, qui habite », lui a été donné en référence au lieu de sa découverte, Arcantiatum, le nom latin d'Archingeay.

## Publication originale
- (en) Saupe & Selden, 2009 : First fossil Mecysmaucheniidae (Arachnida, Chelicerata, Araneae), from Lower Cretaceous (uppermost Albian) amber of Charente-Maritime, France. Geodiversitas, vol. 31, p. 49–60 (texte intégral).